# Guido Bonatti

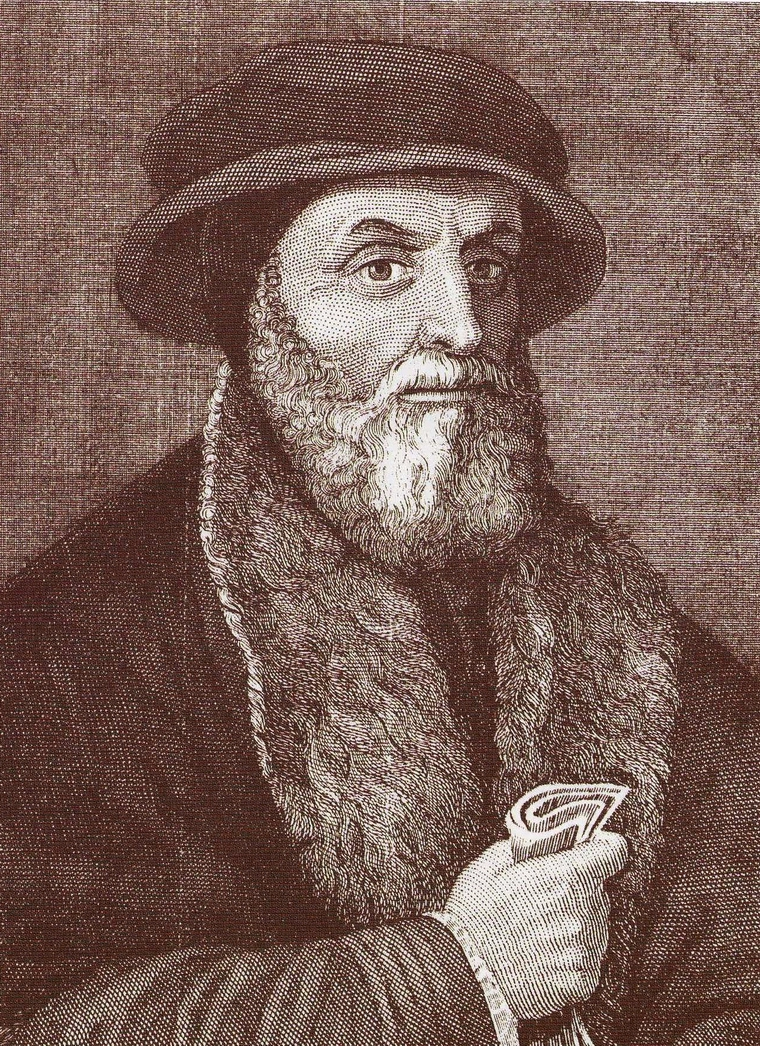
Guido Bonatti in una incisione del Cinquecento

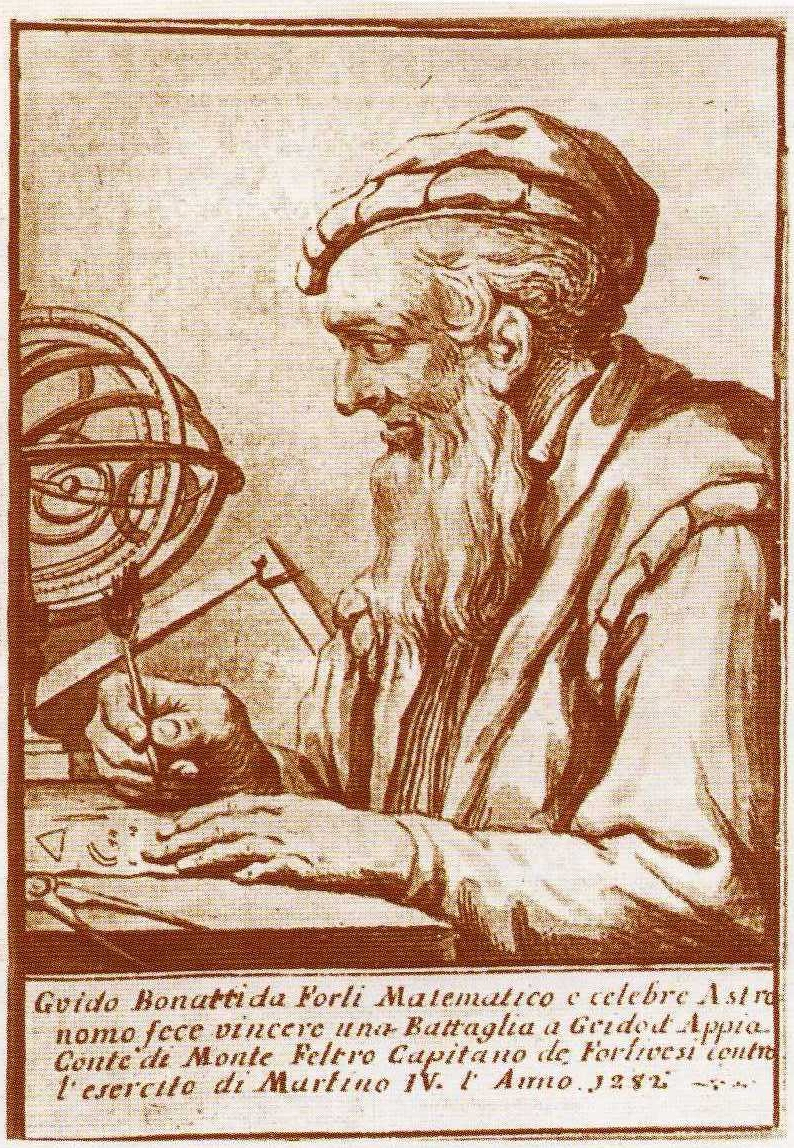
Guido Bonatti in una incisione del XVIII secolo

Guido Bonatti (Forlì, 1210 circa – 1296 o 1300) fu uno dei più famosi astronomi e astrologi italiani del XIII secolo, nonché "il più autorevole trattatista di astrologia del Medioevo italiano".

## Biografia
Non sono note con esattezza né la data di nascita, avvenuta agli inizi del XIII secolo (secondo alcune fonti la nascita sarebbe da collocare nel 1210), né quella di morte, collocabile probabilmente fra il 1296 ed il 1300.
Nel 1233 affrontò con successo, a Bologna, una disputa col frate Giovanni Schio da Vicenza, che sosteneva la non scientificità dell'astrologia. In una seconda disputa, a Forlì, quella col francescano Ugo da Reggio, detto Ugo Paucapalea, Bonatti ebbe invece la peggio, tanto che le fonti dicono che non osò più farsi vedere in pubblico finché Ugo rimase in città.
Fu consigliere, come astrologo, di Guido Novello da Polenta e Guido da Montefeltro. Fu al servizio anche dei comuni di Firenze, Siena e Forlì. È stato anche ipotizzato che fosse al servizio o amico personale dell'imperatore Federico II di Svevia, e di Ezzelino da Romano, dal momento che la tradizione gli attribuisce l'osservazione, dall'alto della sua torre a Forlì, di una serie di eventi straordinari (astronomici e meteorologici) a partire dai quali, nel 1246, fu in grado di formulare una previsione astrologica e di confermare le voci della congiura con cui Papa Innocenzo IV mirava ad assassinare la persona di Federico e del suo alleato, in quella sedizione che sarebbe poi sfociata nell'epilogo di Capaccio. Nel 1260 Bonatti figurò come testimone della firma di un'alleanza tra le città di Firenze e Siena. In quell'occasione predisse la vittoria dei ghibellini nella Battaglia di Montaperti, guadagnando molta fama dopo che questa previsione si avverò.
Nel 1282 Papa Martino IV inviò un agguerrito esercito di francesi contro la città di Forlì, rimasta forse l'ultima roccaforte ghibellina in Italia. I Francesi, dopo aver a lungo assediato la città, furono pesantemente sconfitti, anche grazie all'abilità strategica di Guido da Montefeltro, allora a capo delle milizie forlivesi, e del Bonatti come suo consigliere. L'episodio della battaglia di Forlì è ricordato da Dante Alighieri, che di Forlì scrive: "la terra che fe' già la lunga prova e di Franceschi sanguinoso mucchio" (Inferno, XXVII, 43-44), mentre Bonatti stesso è collocato all'Inferno (Inferno, XX,118). Bonatti aveva il proprio laboratorio nella cella campanaria dell'Abbazia di San Mercuriale e, secondo la memoria storica della città, sembra che dall'alto del campanile abbia guidato la resistenza forlivese contro i francesi. Secondo alcune fonti, avrebbe predetto anche il proprio ferimento durante l'assedio, che puntualmente si avverò.
Intorno all'anno 1277 scrisse un grande trattato di astronomia e astrologia dal titolo Liber decem continens tractatus astronomiae, di cui esistono vari esemplari e di cui vennero pubblicate diverse edizioni a stampa: come nel 1491, nel 1506, nel 1550. Il che dimostra la credibilità e l'interesse che il testo ricevette nei secoli successivi. Sorvolando sulle implicazioni matematiche, vi esponeva gli elementi basilari dell'astronomia tolemaica, aggiungendovi i risultati delle proprie ricerche ed osservazioni: come riferisce il Tabanelli (a p. 38), Bonatti si attribuì il merito di aver "individuato 700 stelle, delle quali, fino ad allora, non si aveva avuta conoscenza".
Del resto, sembra che un suo pregio indiscusso fosse quello della chiarezza (non facile da trovare in trattati astronomici ed astrologici): il cronista Giovanni Villani riferisce che l'esposizione era così piana da farsi intendere "perfino a delle fanciulle".

## Opere
- Guidonis Bonati. Foroliviensis mathematici de Astronomia Tractatus decem Universum quod ad iudiciariam rationem nativitatum, Aëris, Tempestatum attinet, comprehendentes. Adiectus est Cl. Ptolemaei liber Fructus, cum Commentarijs Georgij Trapezuntij, Basileae, Anno MDL